# Uramya octomaculata
Uramya octomaculata là một loài ruồi trong họ Tachinidae.